# Smålands runinskrifter 110
Sm 110 är en vikingatida runsten av konglomerat som numer står i Apoteksparken i Vetlanda, Vetlanda kommun, men ursprungligen vid byn Torget. Runsten är 165 cm hög, 80–95 cm bred och 65 cm tjock. Runhöjden är 8,5-13 cm. Ristningen vetter mot sydsydväst.

## Inskriften
Translitterering av runraden:
· arinmu(n) : sati s(t)in : þansi : eftiʀ : heru : fþur : s-- · a-- · bruþr : sina : þurbun : auk : nfa :
Normalisering till runsvenska:
Arinmundr satti stæin þannsi æftiʀ Hæru, faður s[inn] o[k] brøðr sina Þorbiorn ok Nefa.
Översättning till nusvenska:
Arinmund satte denna sten efter Hära, sin fader, (och) sina bröder Torbjörn och Näve.